# Пивоваров Олександр Сергійович
Олекса́ндр Сергі́йович Пивова́ров (8 вересня 1988 , Кушугум, Запорізька область  — 28 вересня 2014 , Донецьк ) — солдат Збройних сил України (79 ОАМБр). Загинув при обороні Донецького аеропорту під час війни на сході України. Один із «кіборгів».

## Життєпис
Народився 1988 року в смт Кушугум (Запорізький район, Запорізька область). Навчався і працював у Москві (Росія). З початком російської збройної агресії проти України у березні 2014 року добровольцем прийшов до військкомату і домігся призову у Збройні сили України.
Солдат, стрілець-помічник гранатометника 3-ї аеромобільної роти 79-ї окремої аеромобільної бригади, в/ч А0224, м. Миколаїв.
Загинув від прямого влучення в БТР під час виходу на бойові позиції по обороні донецького аеропорту. Разом з Олександром загинули лейтенант Олексій Тищик, сержант Сергій Златьєв, старший солдат Денис Білий, солдат Юрій Соколачко, солдат Олександр Завірюха, солдат Анатолій Хроненко, капітан Сергій Колодій (93 ОМБр).
Похований на Кушугумському кладовищі Запоріжжя.
Без Олександра лишилась мама.

## Нагороди та вшанування пам'яті
- Указом Президента України № 144/2015 від 14 березня 2015 року «за особисту мужність і високий професіоналізм, виявлені у захисті державного суверенітету та територіальної цілісності України» нагороджений орденом «За мужність» III ступеня (посмертно).
- Нагороджений недержавною відзнакою Нагрудний знак «За оборону Донецького аеропорту» (посмертно).
- 22 листопада 2017 року рішенням 23-ї сесії Запорізької міської ради вулиця Суворова у Вознесенівському районі міста Запоріжжя перейменована на вулицю Олександра Пивоварова.
- Його портрет розміщений на меморіалі «Стіна пам'яті полеглих за Україну» у Києві: секція 4, ряд 9, місце 25